# عصب صافن
عصب صافِن (انگلیسی: Saphenous nerve) بزرگترین شاخه حسی عصب رانی است که در مثلث رانی شروع شده و در مجاورت ماهیچه خیاطه قرار می‌گیرد.
عصب صافن از بخش انتهائی عصب رانی منشأ می‌گیرد، شاخه‌های زیرکشککی و پوستی ساق‌پایی داخلی از آن جدا می‌شوند به مفصل زانو، شبکه‌های کشککی و زیرخیاطه‌ای و پوست کناره داخلی ساق پا و پا ختم می‌شود.
عصب صافن در بالا و کناره پشتی لقمه (کندیل) داخلی ران سطحی می‌گردد. اگر خطی از پشت لقمه داخل ران به جلو قوزک داخلی بکشید، مسیر این عصب را در ساق مشخص کرده‌اید. در مسیرش همراه سیاهرگ صافن بزرگ قرار می‌گیرد.
چگونگی آزمودن عصب: تحریک پوست داخل ساق و روی قوزک داخلی.
محل بی‌حس کردن عصب: در نقطه میانی رباط کشاله ران.